# Klášter Saint-Bertin
Klášter Saint-Bertin je benediktinské opatství v Saint-Omer pocházející ze 7. století. Je pojmenováno po svém druhém opatovi Bertinovi a svého času patřilo společně s klášterem sv. Vaasta a klášterem Elnon mezi nejvlivnější opatství v severní Evropě. Fungovalo také jako pohřebiště flanderských hrabat a byl zde pohřben kentský král Edwin, syn anglického krále Eduarda Staršího.
Zkázou pro něj byla Francouzská revoluce, kdy bylo zásadně poškozeno. Během druhé světové války došlo k bombardování zbytků budov a do dnešní doby se zachovaly pouze působivé ruiny.